# Escalation
Escalation es una película italiana dirigida en 1968 por Roberto Faenza.
Con este film Roberto Faenza analiza la sociedad de la época (estamos en 1968) que en lugar de los valores auténticos, ensalza la riqueza, el prestigio social y el éxito, despersonalizando en cierto sentido al individuo. Sarcasmo e ironía se mezclan en este film que a través de un lenguaje provocativo, alcanza tonos grotescos y paradójicos. 

## Sinopsis
Luca, hijo de un industrial, no aprecia la sociedad que le rodea y vive como un hippie en Londres. Su padre le hace regresar a Italia, le da un empleo en la fábrica y le hace casarse con Maria Carla, la cual quiere apoderarse de la fortuna de su suegro. Luca mata a su esposa y esparce las cenizas en el mar, después, perfectamente integrado vuelve a su trabajo en la fábrica.